# یوآن چین
یوآن چین (همچنین: یوئان) (نشان:元؛ کد:CNY) یکای جدید شمارش ارز کشور چین است. فرق میان یوآن و رنمینبی همانند فرق میان پوند و استرلینگ است (یا تومان و ریال در ایران). پوند (به مانند یوآن) یکای حساب و استرلینگ (به مانند رنمینبی) ارز واقعی است. یوآن همچنین در زبان محاوره‌ای کوای (块 - به معنای خرده) نیز نامیده می‌شود. یک یوآن از ده جیائو (角) یا مائو(毛 - به معنای پَر) و هر جیائو از ده فِن (分) تشکیل یافته‌است.
نماد یوآن (元) همچنین برای اشاره به پول‌های کره جنوبی و ژاپن نیز بکار می‌رود. این نماد همچنین برای ترجمه یکای پول دلار به چینی بکار می‌رود؛ برای مثال در زبان چینی به دلار آمریکا مِیوآن (美元) یا یوآن آمریکا گفته می‌شود. طبق برآورد ۳۰ ژوئیه ۲۰۱۰، هر یوآن ۰٫۱۴۷۶ دلار آمریکاست.
چین اولین کشور در دنیا است که در آن از پول کاغذی استفاده شده‌است.

## ارزها با بیشترین چرخش در بازار جهان
| رتبه       | ارزها         | کد ایزو ۴۲۱۷ (نشان) | ٪ سهم روزانه (۱۶ سپتامبر ۲۰۱۹) |
| ---------- | ------------- | ------------------- | ------------------------------ |
| ۱          | دلار آمریکا   | USD (US$)           | ۸۸٫۳%                          |
| ۲          | یورو          | EUR (€)             | ۳۲٫۳٪                          |
| ۳          | ین ژاپن       | JPY (¥)             | ۱۶٫۸٪                          |
| ۴          | پوند استرلینگ | GBP (£)             | ۱۲٫۸٪                          |
| ۵          | دلار استرالیا | AUD (A$)            | ۶٫۸٪                           |
| ۶          | دلار کانادا   | CAD (C$)            | ۵٫۰٪                           |
| ۷          | فرانک سوئیس   | CHF (Fr)            | ۵٫۰٪                           |
| ۸          | یوان چین      | CNY (元)            | ۴٫۳٪                           |
| ۹          | دلار هنگ کنگ  | HKD (HK$)           | ۳٫۵٪                           |
| ۱۰         | دلار نیوزیلند | NZD (NZ$)           | ۲٫۱٪                           |
| ۱۱         | کرون سوئد     | (kr) SEK            | ۲٫۰٪                           |
| ۱۲         | وون کره جنوبی | (₩) KRW             | ۲٫۰٪                           |
| ۱۳         | دلار سنگاپور  | SGD (S$)            | ۱٫۸%                           |
| ۱۴         | کرون نروژ     | NOK (kr)            | ۱٫۸٪                           |
| ۱۵         | پزو مکزیک     | MXN ($)             | ۱٫۷٪                           |
| دیگر ارزها | دیگر ارزها    | دیگر ارزها          | ۱۳٫۸٪                          |
| جمع کل     | جمع کل        | جمع کل              | ۲۰۰٪                           |